# Big Sky Ranch
De Big Sky Ranch is een filmranch in de Simi Valley in het zuiden van de Amerikaanse staat Californië. Er werden veel televisieseries en films, met name westerns, opgenomen. Enkele voorbeelden: Rawhide, Gunsmoke, Little House on the Prairie, Highway to Heaven, Father Murphy, Carnivàle, Bonanza en The Thorn Birds. Er zijn ook tientallen reclamespotjes opgenomen.
Het is een van de oudste filmranches in de studiozone van Los Angeles. Op het meer dan 40 km² grote terrein zijn er heuvels, valleien en afgelegen canyons. 
Enkele van de bouwwerken op de ranch werden in 1994 vernield door de Northridge-aardbeving.